# Svenska kröningsmantlar

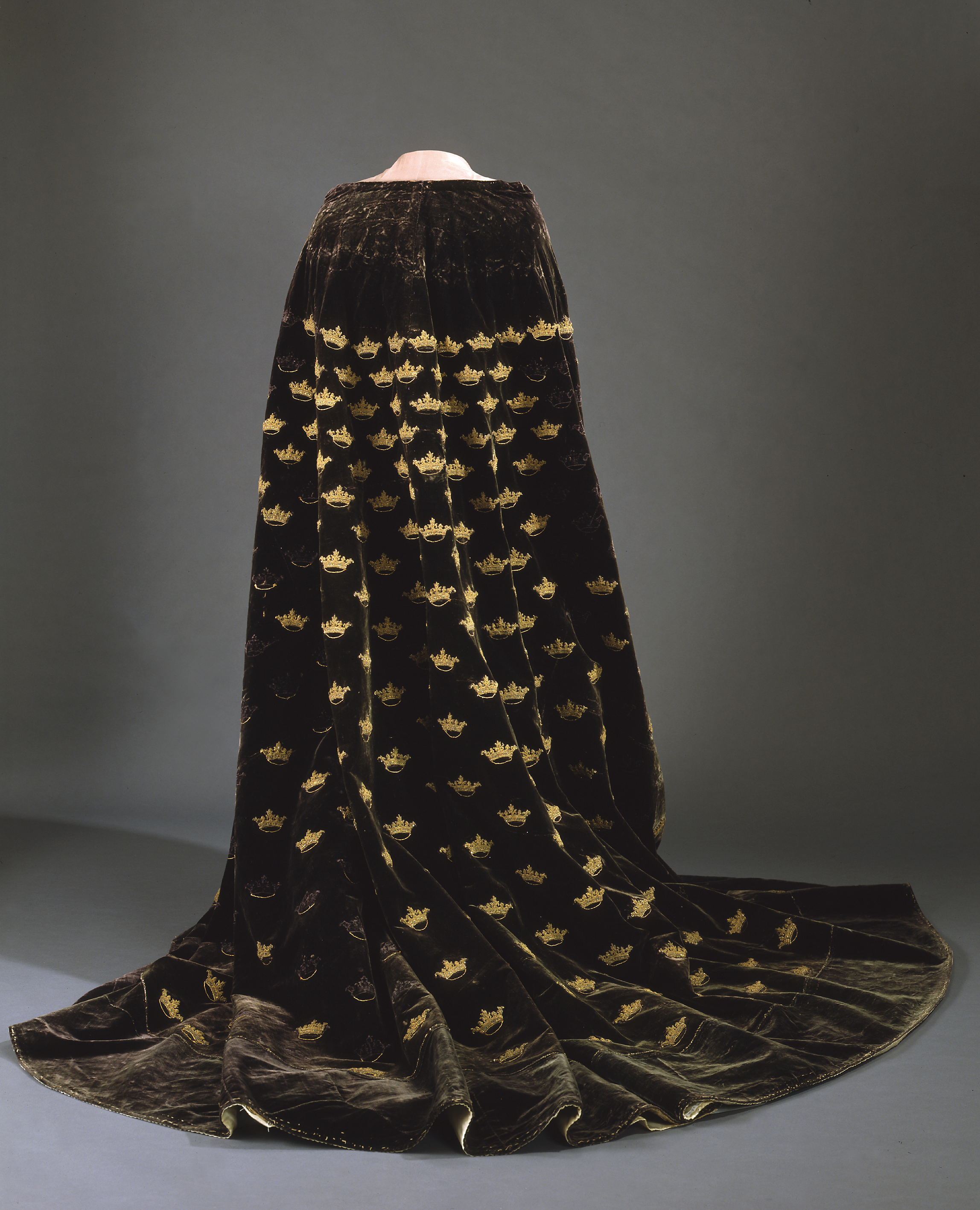
Erik XIV:s kröningsmantel från 29 juni 1561.

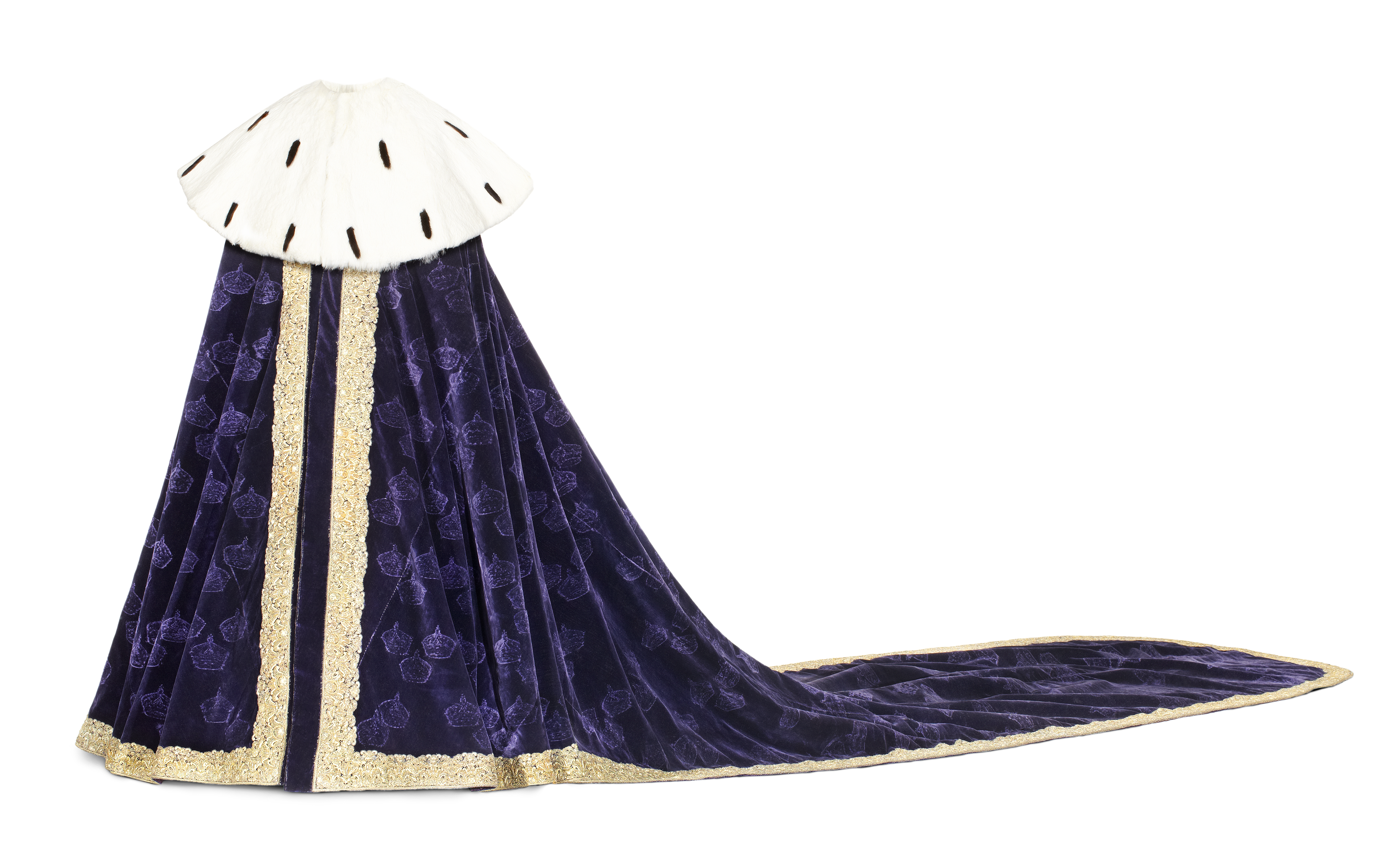
Drottning Kristinas kröningsmantel av purpurfärgad sammet.

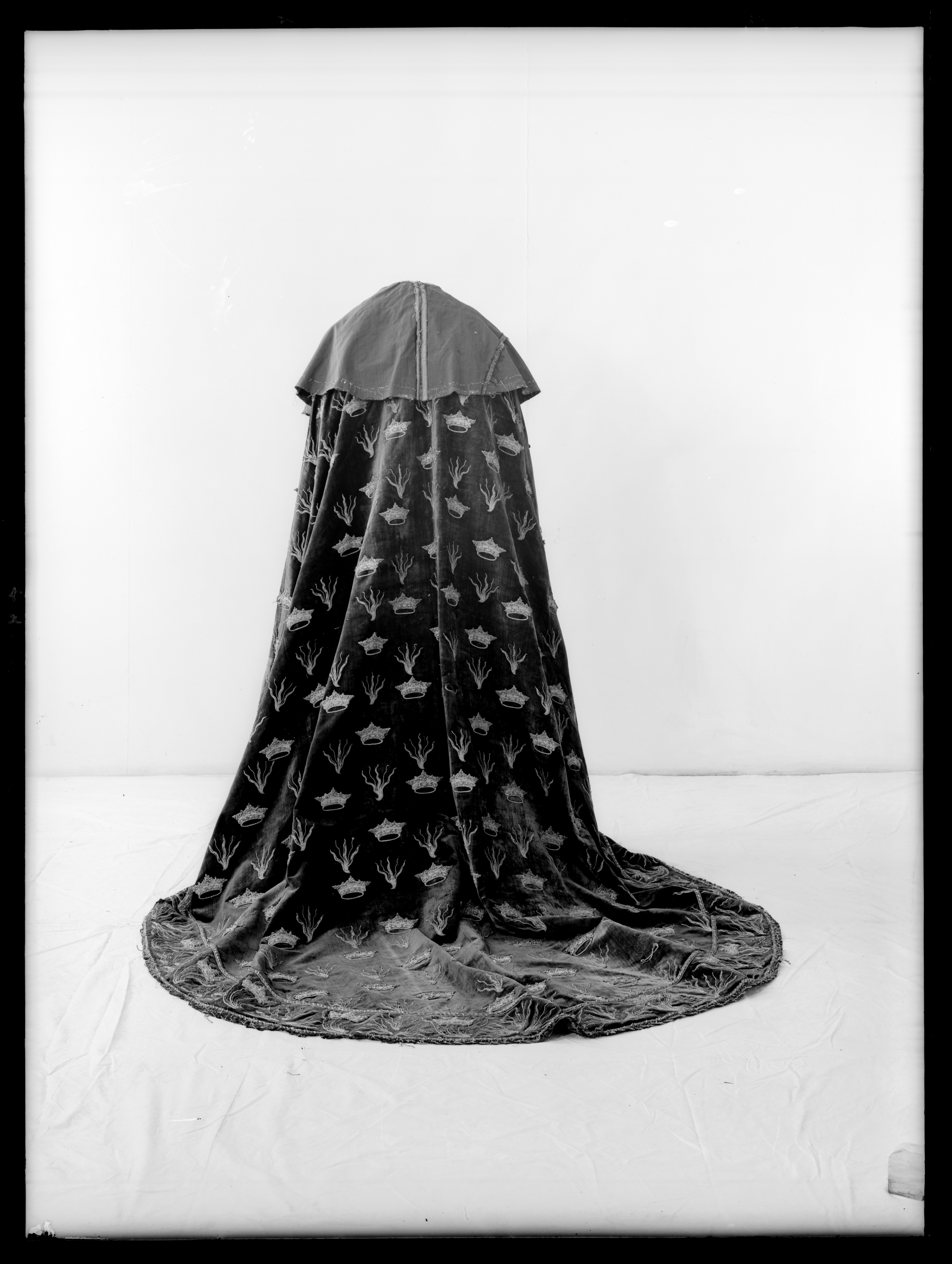
Arvfurstemantel.

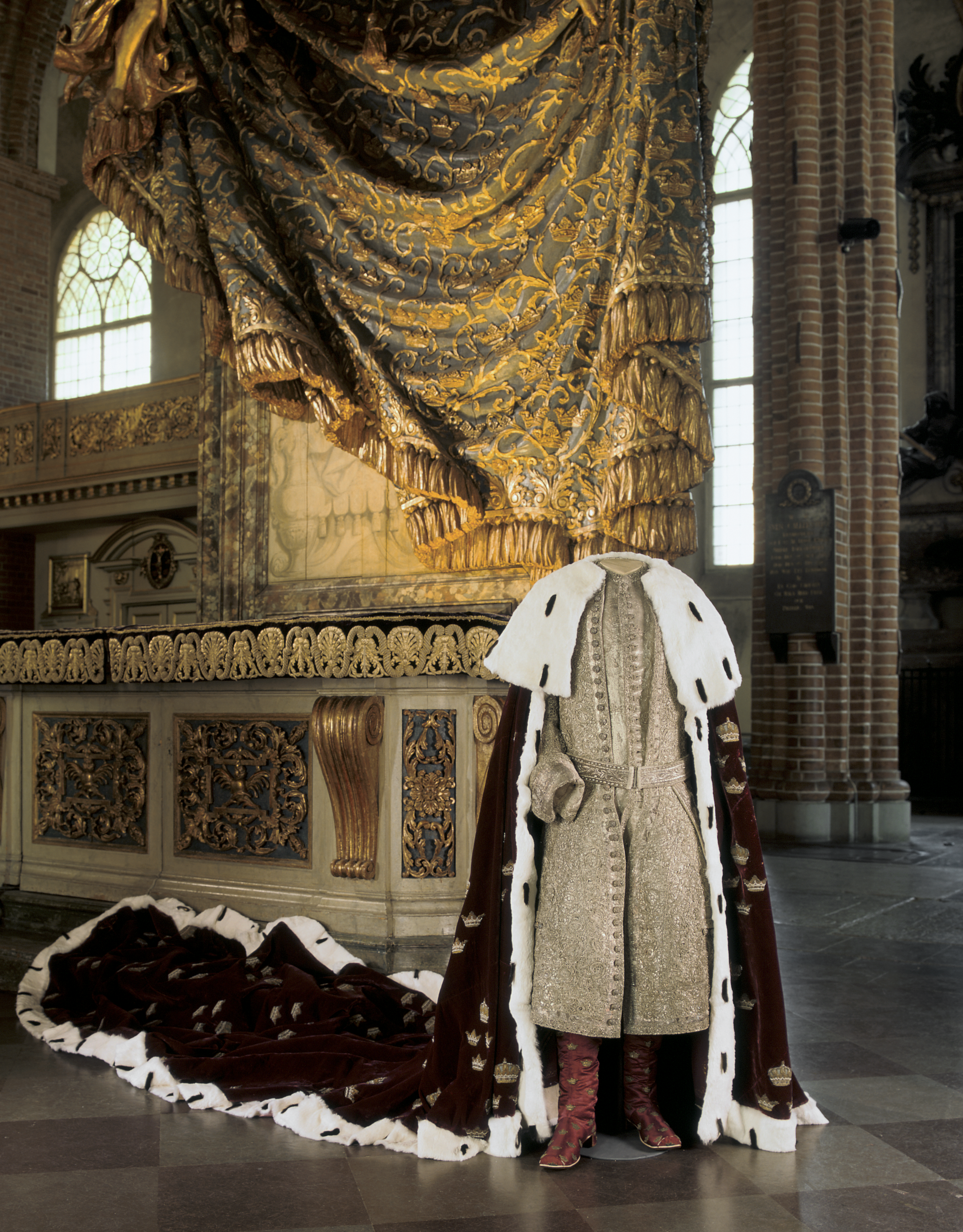
Gustav III:s kröningskläder från 1772, med Adolf Fredriks kröningsmantel från 1751.

Av svenska kröningsmantlar finns flera bevarade i Livrustkammaren från 1500-talet och fram till 1800-talet. Den yngsta, Oscar II:s kröningsmantel från 1873, finns i Skattkammaren. 
De äldsta kröningsmantlarna är i mörkviolett eller blåviolett sammet, vilket skiljer sig från de mer rödvioletta toner som de svenska kröningsmantlarna får från 1700-talet och framåt – även om dessa fortsatt kallas purpur. Den exklusiva purpurfärgen utvanns ur purpursnäckan. Färgen var starkt symbolladdad och reserverad för samhällets makthavare.
Kungliga mantlar i purpur bars endast av regerande kung eller drottning, samt av drottning som gemål till regerande kung. Prinsar och prinsessor bar från 1700-talets mitt furstlig mantel i blått.

## Kungliga kröningsmantlar

### Erik XIV:s kröningsmantel
Erik XIV:s kröningsmantel är det äldsta klädesplagg som har bevarats från en svensk kröning. Den är i mörkviolett, purpurfärgad sammet. Ursprungligen var manteln dekorerad med 455 radiellt fastsydda öppna guldkronor. Kronorna är broderade med guld, gult, blått och rosa silke och på varje krona fanns tio små äkta pärlor - fem på kronringen och fem på spirorna. Av kronorna återstår idag 296 stycken. När Erik kröntes hade den dessutom bräm och krage av hermelin. Kröningsmanteln syddes av kungens livskräddare Claes Bertilson, medan Påwel Thurolth broderade kronorna. Modellen var från början mer rundskuren, men har senare avkortats framtill. Foder var av tunn vit taft. Efter Erik XIV har Johan III, Karl IX och Gustav II Adolf använt manteln vid sina kröningar.

### Drottning Kristinas kröningsmantel
Drottning Kristinas kröningsmantel beställdes i Paris inför kröningen 1650. Manteln, som är av blåviolett, purpurfärgad silkessammet, var ursprungligen dekorerad med 764,5 guldbroderade kronor i grupper om tre (två över en) samt en bård i guldbroderi med påsydda pärlor. Kronorna, liksom pärlorna på bården, sprättades bort på 1700-talet. Även hermelinsbräm och krage saknas idag. Manteln kom senare att kallas Karl XI:s mantel, men har även burits av Karl X Gustav och Karl XII. Den siste att krönas med Kristinas kungamantel blev Fredrik I 1720.

### Drottning Ulrika Eleonora d.y:s kröningsmantel
Till drottning Ulrika Eleonora d.y:s kröning 1718 återanvändes en blåviolett, purpurfärgad mantel av silkessammet som beställts i Paris till Karl (X) Gustav som arvfurste. Dekoren bestod då av gyllene flammor, men kompletterades 1654 till hans hustru, drottning Hedvig Eleonoras kröning med öppna broderade kronor. Manteln bars även av Hedvig Eleonora vid sonen Karl XI:s kröning och troligen av Ulrika Eleonoras mor, Ulrika Eleonora d.ä. vid hennes kröning 1680. Hermelinsfodret togs bort 1770.

### Adolf Fredriks kröningsmantel
Adolf Fredriks kröningsmantel är av rödviolett, purpurfärgad sammet, som inköpts i Paris 1751. För sömnaden stod livréskräddaråldermannen Johan Brun, medan brödören Christoffer Sergell fäste kronorna av guld- och silvertråd, kantiljer, lan och silke samt små pärlor. Kronorna är placerade i grupper med en större sluten krona över tre öppna. Arbetet med hermelinsfodret utfördes av buntmakare Jonas Cederman, som till sitt förfogande hade 40 ryska hermeliner. Dessa räckte dock inte till, utan man fick ta skinn från Kristinas mantel som dessutom fick släppa till taft till fodret och pärlor till kronorna. Ytterligare pärlor hämtades från ett hattband som tillhört Gustav II Adolf, Karl X Gustavs gehäng och ryska kyrkliga textiler som tagit som krigsbyte i slaget vid Narva år 1700. Manteln har senare använts av Gustav III, Gustav IV Adolf, Karl XIII och senast av Karl XIV Johan 1818 vid deras respektive kröningar. Släpet förlängdes på Gustav III:s önskan till kröningen 1772.